# Амастия
Амастия — патология внутриутробного развития плода, в результате развития которой человек рождается без одной или обеих молочных желёз. Амастия является редким расстройством, не опасным для жизни, однако делающим невозможным грудное вскармливание (в случае, если амастией страдает женщина).
В зарубежной медицине есть различие между терминами амастия и амазия, однако они также употребляются и в качестве взаимозаменяемых синонимов. Амастия может сопровождаться дефектами яичников или иных систем организма, но это не является обязательным условием.